# Славин, Константин Владимирович
Константин Владимирович Славин (род. 1970, Баку) ― профессор и заведующий кафедрой стереотаксической и функциональной нейрохирургии в Университете штата Иллинойс. Бывший президент Американского общества стереотаксической и функциональной нейрохирургии и нынешний вице-президент Всемирного общества стереотаксической и функциональной нейрохирургии.

## Биография
Константин Славин родился 20 августа 1969 года в Баку, Азербайджанская ССР, СССР.
В возрасте 13 лет поступил в Азербайджанский государственный медицинский институт, которое окончил в 1988 году, когда ему было 18 лет. Окончил аспирантуру по нейрохирургии, затем прошёл стажировку и ординатуру в Медицинском центре Университета Иллинойса в Чикаго, а также стажировку в Орегонском медицинском центре.

## Научная деятельность
Научные интересы профессора Константина Славина включают психические расстройства, двигательные расстройства, стереотаксическую радиохирургию и стимуляцию затылочного нерва.
Исследует аневризмы, хирургию мозга, опухоли головного мозга, нарушение мозгового кровообращение, краниотомию, дистония, тремор, глиобластома, головные боли, ламинэктомия, боль в пояснице, двигательные расстройства, рассеянный склероз, боль в шее, нейрохирургия, нейрохирургические процедуры, боль, болезнь Паркинсона, травмы спинного мозга и инсульт.
Провёл исследование тонизирующей и разрывной стимуляции спинного мозга для лечения хронической боли, а также провёл исследование глубокой стимуляции мозга подталамического ядра у пациентов с болезнью Паркинсона. Его клинические интересы включают стереотаксическую и функциональную нейрохирургию, лицевую боль, невралгию тройничного нерва и стереотаксическую радиохирургию гамма-ножом.
Является профессором нейрохирургии и руководителем отделения стереотаксической и функциональной нейрохирургии в Университете штата Иллинойс, а также секретарём Международного общества нейромодуляции. Работает клиническим консультантом, а также членом клинической группы в Комитете Института нейромодуляции, а также предоставляет свои услуги в качестве директора программы стипендий в отделении стереотаксической и функциональной нейрохирургии в университете Иллинойса.

## Награды и премии
Получил премию «Выбор пациента» в 2010 году. Дополнительные награды включают звание «Самый сострадательный врач», «Лучшие хирурги» и «Лучшие врачи Соединённых Штатов Америки».
В настоящее время является членом консультативного совета Ассоциации лицевых болей, а также членом редакционного совета журналов «Neurosurgery» и «Neuromodulation and Brain Sciences».

## Публикации
- Константин Славин, Грачья Нерсесян, Кристиан Весс. «Периферическая нейростимуляция для лечения трудноизлечимой затылочной невралгии». Журнал нейрохирургии[18].
- Константин В. Славин, М. Эфкан Колпан, Наурин Мунавар, Кристиан Весс, Грачья Нерсесян. «Стимуляция тройничного и затылочного периферических нервов при черепно-лицевой боли: опыт одного учреждения и обзор литературы». Журнал нейрохирургии[19].
- Константин Васильевич Славин. «Стимуляция периферических нервов при невропатической боли». Журнал нейротерапии[20].
- Константин В. Славин и Кристиан Весс. «Стимуляция тройничного нерва при трудноизлечимой невропатической боли: Техническое примечание». Интернет-библиотека Wiley.
- Константин В. Славин, Мануэль Дуйовны, Джеймс И. Осман, Херардо Эрнандес А., Марк Луер Фар и Хью Стоддарт. «Клинический опыт транскраниальной церебральной оксиметрии». Журнал хирургической неврологии.
- Стимуляция периферических нервов (2011)
- Нейростимуляция: принципы и практика (2013)
- Стимуляция периферической нервной системы: рубеж нейромодуляции (2015)[21]